# Geschossknall

Machscher Kegel als vereinfachtes Modell der Stoßwelle, wie sie hinter einem Überschallprojektil auftritt

Ein Geschossknall ist ein knallartiges Geräusch, welches durch ein überschallschnelles Projektil erzeugt werden kann. 

## Beschreibung
Ein Geschossknall wird lokal hörbar, nachdem ein Geschoss vorbeigeflogen ist, dessen Umströmungsgeschwindigkeit die örtliche Schallgeschwindigkeit des Umgebungsmediums – zumeist Luft – überschreitet. Der Knall ist dabei das Hörerlebnis abrupter Druckänderung, verursacht durch das Ankommen einer Stoßwelle beim Empfänger des Schalls.
Diese Stoßwelle hat näherungsweise, aus größerem Abstand betrachtet, die Form des Machschen Kegels. Dieser ist grundsätzlich spitz, sein Öffnungswinkel ist also kleiner 90°, da ja die Machzahl der Geschwindigkeit des überschallschnell fliegenden Projektils größer als 1 ist. Genauer und in der Nähe des Geschosses betrachtet, hat die Stoßwelle etwa rotationshyperbolische Form und geht von einer Stelle ein Stück vor der Projektilspitze aus.
Die genannten Winkelverhältnisse bedingen, dass der Geschossknall eines vorbeifliegenden überschallschnellen Geschosses erst dann gehört wird, wenn es aus Sicht des Beobachters vom Punkt größter Annäherung mehr als 45° weiter geflogen ist. Die Stoßwelle kommt jedoch aus einer Richtung an, die 90° "davor" liegt. Das unter näherungsweiser Annahme geradliniger Flugbahn und geradliniger Stoßwellenausbreitung.
Eine zweite, etwa kegelförmige Stoßwelle mit etwas kleinerem Spitzenwinkel entsteht am Heck des Geschosses (oder etwas dahinter). Insbesondere von den Kanten des Geschosses gehen schwächere Wirbel aus. An flacheren Geschossübergängen bilden sich sogenannte Prandtlsche-Expansionszonen aus. Hinter dem Geschossboden bildet sich ein luftverdünnter Raum, in dem sich eine Kármánsche Wirbelstraße ausbildet.